# ماهی‌خورک تاج‌دار
 ماهی‌خورک تاج‌دار (نام علمی: Megaceryle lugubris) نام یک گونه از سرده ماهی‌خورک‌های بزرگ است.